# Gefängnisstrafe
Die Gefängnisstrafe war eine in Deutschland bis zur Großen Strafrechtsreform bestehende Form der Freiheitsentziehung. Die Gefängnisstrafe war im Strafgesetzbuch in § 16 a. F. geregelt. 
Die Regelungen zur Gefängnisstrafe im Norddeutschen Bund waren vom Deutschen Reich in das Reichsstrafgesetzbuch von 1871 übernommen worden.
An ihre Stelle trat in der DDR 1968 und in Westdeutschland 1970 die Freiheitsstrafe.
Die Gefängnisstrafe dauerte mindestens einen Tag und höchstens fünf Jahre. In den Gefängnissen konnten die Gefangenen ihren Fähigkeiten entsprechend zur Arbeit verpflichtet werden, während bei der schwereren Zuchthausstrafe eine Arbeitspflicht immer bestand. Die Arbeiten im Zuchthaus waren auch in der Regel von schwerer körperlicher Form. Außerdem hatten die Gefängnisinsassen das Recht, eine angemessene Arbeit zu verlangen. Außerhalb des Gefängnisses war eine Arbeit, im Gegensatz zur Zuchthausstrafe, ebenfalls nur mit der Zustimmung der Gefangenen erlaubt.
Als Nebenfolge war, in den gesetzlich bestimmten Fällen, ein Entzug der bürgerlichen Ehrenrechte für die Dauer von einem bis zu fünf Jahren zulässig.
Die Gefängnisstrafe durfte teilweise oder vollständig in Form der Einzelhaft vollzogen werden. Bei einer Dauer der Einzelhaft von mehr als drei Jahren war die Zustimmung des Gefangenen notwendig.
Eine Aussetzung des Strafrestes zur Bewährung war nach der Verbüßung von drei Vierteln der Strafe, mindestens aber einem Jahr, möglich.
In der DDR wurde 1952 die Aussetzung des Strafrestes zur Bewährung in § 346 StPO (DDR) geregelt, wobei keine Mindestverbüßungsdauer vorgegeben war.
In Westdeutschland war ab 1953 eine Aussetzung des Strafrestes auf Bewährung schon nach Verbüßung von zwei Dritteln, mindestens aber drei Monaten möglich.
Wegen der unterschiedlichen Bedingungen in den Vollzugsanstalten gab es eine Umrechnung der Strafdauer, falls die Verhängung einer anderen Strafart notwendig war. Eine solche Umrechnung war z. B. dann nötig, wenn für den Versuch eines Verbrechens eine mildere Strafe als ein Jahr Zuchthaus angemessen schien; Zuchthaus betrug aber immer mindestens ein Jahr.
Es entsprachen:
- acht Monate Zuchthaus einem Jahr Gefängnis und
- acht Monate Gefängnis einem Jahr Festungshaft bzw. Einschließung (Umbenennung 1953).

Geldstrafen konnten, außer wenn sie für Übertretungen verhängt wurden (dann erfolgte Umwandlung in Haft), bei Nichtbeitreibung in Gefängnisstrafen umgewandelt werden (siehe Ersatzfreiheitsstrafe). Bis 1921 wurde eine Geldstrafe zwischen drei und fünfzehn Mark in einen Tag Gefängnis umgewandelt; der Maßstab wurde infolge der Inflation verändert und ab 1924 dem richterlichen Ermessen überlassen. Die Ersatzfreiheitsstrafe durfte maximal ein Jahr betragen, höchstens aber so lange wie die angedrohte Höchststrafe, wenn keine Geldstrafe verhängt worden wäre.

## Andere deutschsprachige Länder
In Österreich wurde bis 1974 der Begriff Kerker verwendet. Durch das Strafgesetzbuch (Österreich) wurde dieser durch die Freiheitsstrafe ersetzt.
Art. 36 Strafgesetzbuch (Schweiz) a. F. bestimmte, dass die Gefängnisstrafe mindestens drei Tage und höchstens drei Jahre dauerte. Zum 1. Januar 2007 wurden auch dort die Gefängnis- und die Zuchthausstrafe durch die Freiheitsstrafe ersetzt.
Im Strafgesetzbuch (Belgien), wo Deutsch neben Französisch und Niederländisch eine Amtssprache ist, wird der Begriff Gefängnisstrafe auch in der am 8. April 2026 in Kraft tretenden Neufassung nach wie vor verwendet.